# Acanthomicrolaimus jenseni
Acanthomicrolaimus jenseni is een rondwormensoort uit de familie van de Microlaimidae. De wetenschappelijke naam van de soort is voor het eerst geldig gepubliceerd in 1987 door Stewart & Nicholas.